# حي محمد ثابت (أبين)
حي محمد ثابت هو أحد أحياء مدينة جعار في محافظة أبين اليمنية. بلغ تعداد سكانه 7142 نسمة حسب التعداد السكاني في اليمن لعام 2004.